# Fdisk
Počítačový program fdisk slouží k vytváření a rušení diskových oddílů na pevném disku (tzv. partitions). Informace o tomto rozdělení jsou ukládány do prvního sektoru pevného disku (s pořadovým číslem 0), který označujeme jako MBR (Master boot record).

## fdisk pro DOS
Spousta různých systémů DOS (např. MS-DOS, PC DOS, DR-DOS apod.) používají program pro manipulaci s oddíly jménem fdisk. Jméno vzniklo díky IBM, kde pevné disky nazývali „fixed disks“, čímž je odlišovali od disket, které obsahují pružný záznamový kotouč. Program fdisk pro DOS lze použít jen pro vytváření oddílů typu FAT. S příchodem systémů Windows 95, Windows 98 a Windows ME byl rozšířen o podporu oddílů typu FAT32.
Při spuštění fdisku s přepínačem /mbr bude do Master Boot Recordu (MBR) nacházejícím se v nultém sektoru pevného disku zapsán zavaděč systému MS-DOS (resp. Microsoft Windows).
Ukázka obrazovky programu fdisk pro DOS:
```
  Zobrazit informace o oddílech

    Aktuální jednotka pevného disku: 1

    Oddíl      Stav    Typ       Jmenovka       MB    Systém      Využití
     C: 1         A    PRI DOS                  610   FAT32       50%
        2              EXT DOS                  610               50%

    Na disku je celkem  1221 MB místa (1 MB = 1 048 576 bajtů)

    Rozšířený oddíl systému DOS obsahuje logické jednotky DOS.
    Chcete zobrazit informace o logické jednotce (A/N)..............?[A]

   	Stisknutím klávesy Esc vyvoláte opět možnosti programu FDISK

```

## fdisk pro Linux
V systému GNU/Linux existuje několik různých programů, které slouží k práci s diskovými oddíly. Utilita Fdisk je vyvíjena jako součást utilit pro jádro a poskytuje nejjednodušší způsob práce s disky. Kromě těchto programů je k dispozici ještě cfdisk (curses fdisk), který má interaktivní uživatelské rozhraní, nebo parted, které je vyvíjeno jako součást projektu GNU. V Linuxu je běžné dělení disku na několik oddílů – jeden hlavní (root systém), swap oddíl a často také jeden zvlášť pro jádro systému.